# Tchoukball aux Jeux mondiaux de 2009
Navigation
Karlsruhe 1989
Les tournois de tchoukball aux Jeux mondiaux de 2009 ont lieu 24 au 26 juillet 2009 au NKNU Gymnasium de Kaohsiung. Il s'agit de la deuxième apparition du tchoukball aux Jeux mondiaux après les Jeux mondiaux de 1989 à Karlsruhe en Allemagne. C'est un sport de démonstration.

## Liste des épreuves
- Tournoi masculin
- Tournoi féminin

## Format de la compétition
Six équipes chez les hommes et cinq chez les femmes se disputeront le titre.
Après un premier tour où chaque équipe rencontrera une fois chaque autre, les six équipes du tournoi masculin et les quatre meilleures du tournoi féminin joueront leurs finales respectives.

## Site de la compétition
Les tournois se dérouleront au NKNU Gymnasium de Kaohsiung. Ce site accueillera également les compétitions de korfbal.

## Calendrier
Les tournois se dérouleront du 24 au 26 juillet 2008
| 24 juillet 2009 | 25 juillet 2009 | 26 juillet 2009 |
| --------------- | --------------- | --------------- |
| Qualifications  | Qualifications  | Finales         |
| 8h30 - 21h20    | 8h30 - 21h20    | 9h00 - 15h00    |

## Qualifications

### Hommes
Les trois compétitions suivantes ont été retenues pour la qualification du tournoi masculin:
- Championnats d'Europe de tchoukball 2008*
- Championnats d'Asie de tchoukball 2008
- Championnats d'Amérique du Sud de tchoukball 2008

* Les équipes nord-américaines ont également participé à cette compétition en raison d'un nombre insuffisant d'équipes inscrites pour leur championnat continental.

#### Championnats d'Europe de tchoukball 2008
| Rang | Pays                 | R. ETC* |
| ---- | -------------------- | ------- |
| 1er  | Suisse               | 1er     |
| 2e   | Royaume-Uni          | 2e      |
| 3e   | Canada               |         |
| 4e   | Italie               | 3e      |
| 5e   | Autriche             | 4e      |
| 6e   | République tchèque A | 5e      |
| 7e   | République tchèque B | 6e      |
| 8e   | Pologne              | 7e      |

* Classement des championnats d'Europe propres (Les équipes nord-américaines ne sont pas incluses dans ce classement)

#### Championnats d'Asie de tchoukball 2008
| Rang | Pays                |
| ---- | ------------------- |
| 1er  | Taïwan              |
| 2e   | Singapour           |
| 3e   | Macao*              |
| 4e   | Malaisie            |
| 5e   | Hong Kong           |
| 6e   | Émirats arabes unis |

*En raison du désistement de l'équipe du Brésil, cette dernière est remplacée par Macao

#### Championnats d'Amérique du Sud de tchoukball 2008
| Rang | Pays      |
| ---- | --------- |
| 1er  | Brésil*   |
| 2e   | Argentine |

*En raison du désistement de l'équipe du Brésil, cette dernière est remplacée par Macao

### Femmes
Les deux compétitions suivantes ont été retenues pour la qualification du tournoi masculin:
- Championnats d'Europe de tchoukball 2008*
- Championnats d'Asie de tchoukball 2008

* Les équipes nord-américaines ont également participé à cette compétition en raison d'un nombre insuffisant d'équipes inscrites pour leur championnat continental.

#### Championnats d'Europe de tchoukball 2008
| Rang | Pays               | R. ETC* |
| ---- | ------------------ | ------- |
| 1er  | Suisse             | 1er     |
| 2e   | Royaume-Uni        | 2e      |
| 3e   | Canada             |         |
| 4e   | Italie             | 3e      |
| 5e   | Italie M18         | 5e      |
| 6e   | République tchèque | 4e      |
| 7e   | Pologne            | 6e      |

* Classement des championnats d'Europe propres (Les équipes nord-américaines ne sont pas incluses dans ce classement)

#### Championnats d'Asie de tchoukball 2008
| Rang | Pays      |
| ---- | --------- |
| 1er  | Taïwan    |
| 2e   | Singapour |
| 3e   | Hong Kong |

### Résumé
| Tournoi masculin | Continent        | Tournoi féminin |
| ---------------- | ---------------- | --------------- |
| Taïwan           | Asie             | Taïwan          |
| Singapour        | Asie             | Singapour       |
| Macao            | Asie             |                 |
| Suisse           | Europe           | Suisse          |
| Royaume-Uni      | Europe           | Royaume-Uni     |
| Canada           | Amérique du Nord | Canada          |

## Règlement
Les règles officielles de la FITB seront utilisées, avec les quelques adaptations suivantes :
- Les équipes se composeront de 7 joueurs de champ et de 3 remplaçants.
- Le terrain aura des dimensions de 16x26 m environ.

## Tournoi masculin

### Tour préliminaire
Il s'agit d'une poule à six équipes, dans laquelle chaque équipe rencontre une fois toutes les autres.
| 24 juillet 2009 | Taïwan | 71-36 (23-8;22-14;26-14) | Singapour | NKNU Gymnasium, Kaohsiung |

| Feuille de match | Feuille de match | Feuille de match | Feuille de match | Feuille de match                                                                                        |
| ---------------- | --- | ---------------- | --- | --- |
|                  | Chang Wei-Hsiang Chang Wei-Chun Chen Yen-Chun Chih Wei-Lee Fang Shen-Szu Lee Shih-Jen Lee Kun Cheng Lee Chen-Ming Lin Wen Pin Yao Fei Long | Effectifs        | Abdul Rashid Khairi Chow Seng-Chin Geh Si Yuan Liao Jian-Xiong Lim Wei- Ming Ian Lin Suntang Tan Zheng Chao Tan Zhi Jie Bruce Yow Marck Anthonny Viernes | Arbitrage : Arbitres de cadre : Jenner Clifford Peter-Contesse Claude Arbitre de champ : Thomann Michel |
|                  | |                  | | Arbitrage : Arbitres de cadre : Jenner Clifford Peter-Contesse Claude Arbitre de champ : Thomann Michel |
|                  | |                  | | Arbitrage : Arbitres de cadre : Jenner Clifford Peter-Contesse Claude Arbitre de champ : Thomann Michel |
|                  | |                  | | Arbitrage : Arbitres de cadre : Jenner Clifford Peter-Contesse Claude Arbitre de champ : Thomann Michel |

| 24 juillet 2009 | Macao | 22-61 (7-23;5-23;10-15) | Suisse | NKNU Gymnasium, Kaohsiung |

| Feuille de match | Feuille de match | Feuille de match | Feuille de match | Feuille de match |
| ---------------- | ---------------- | ---------------- | ---------------- | ---------------- |
|                  |                  | Effectifs        |                  |                  |
|                  |                  |                  |                  |                  |
|                  |                  |                  |                  |                  |
|                  |                  |                  |                  |                  |

| 24 juillet 2009 | Canada | 40-48 (12-16;14-14;14-18) | Royaume-Uni | NKNU Gymnasium, Kaohsiung |

| Feuille de match | Feuille de match | Feuille de match | Feuille de match | Feuille de match |
| ---------------- | ---------------- | ---------------- | ---------------- | ---------------- |
|                  |                  | Effectifs        |                  |                  |
|                  |                  |                  |                  |                  |
|                  |                  |                  |                  |                  |
|                  |                  |                  |                  |                  |

| 24 juillet 2009 | Suisse | 50-76 (15-26;16-25;19-25) | Taïwan | NKNU Gymnasium, Kaohsiung |

| Feuille de match | Feuille de match | Feuille de match | Feuille de match | Feuille de match |
| ---------------- | ---------------- | ---------------- | ---------------- | ---------------- |
|                  |                  | Effectifs        |                  |                  |
|                  |                  |                  |                  |                  |
|                  |                  |                  |                  |                  |
|                  |                  |                  |                  |                  |

| 24 juillet 2009 | Singapour | 50-47 (14-15;20-14;16-18) | Canada | NKNU Gymnasium, Kaohsiung |

| Feuille de match | Feuille de match | Feuille de match | Feuille de match | Feuille de match |
| ---------------- | ---------------- | ---------------- | ---------------- | ---------------- |
|                  |                  | Effectifs        |                  |                  |
|                  |                  |                  |                  |                  |
|                  |                  |                  |                  |                  |
|                  |                  |                  |                  |                  |

| 24 juillet 2009 | Macao | 16-70 (5-22;3-22;8-26) | Royaume-Uni | NKNU Gymnasium, Kaohsiung |

| Feuille de match | Feuille de match | Feuille de match | Feuille de match | Feuille de match |
| ---------------- | ---------------- | ---------------- | ---------------- | ---------------- |
|                  |                  | Effectifs        |                  |                  |
|                  |                  |                  |                  |                  |
|                  |                  |                  |                  |                  |
|                  |                  |                  |                  |                  |

| 24 juillet 2009 | Canada | 29-62 (9-21;9-19;11-22) | Taïwan | NKNU Gymnasium, Kaohsiung |

| Feuille de match | Feuille de match | Feuille de match | Feuille de match | Feuille de match |
| ---------------- | ---------------- | ---------------- | ---------------- | ---------------- |
|                  |                  | Effectifs        |                  |                  |
|                  |                  |                  |                  |                  |
|                  |                  |                  |                  |                  |
|                  |                  |                  |                  |                  |

| 24 juillet 2009 | Suisse | 55-52 (20-15;19-18;16-19) | Royaume-Uni | NKNU Gymnasium, Kaohsiung |

| Feuille de match | Feuille de match | Feuille de match | Feuille de match | Feuille de match |
| ---------------- | ---------------- | ---------------- | ---------------- | ---------------- |
|                  |                  | Effectifs        |                  |                  |
|                  |                  |                  |                  |                  |
|                  |                  |                  |                  |                  |
|                  |                  |                  |                  |                  |

| 25 juillet 2009 | Macao | 27-70 (11-22;9-25;7-23) | Singapour | NKNU Gymnasium, Kaohsiung |

| Feuille de match | Feuille de match | Feuille de match | Feuille de match | Feuille de match |
| ---------------- | ---------------- | ---------------- | ---------------- | ---------------- |
|                  |                  | Effectifs        |                  |                  |
|                  |                  |                  |                  |                  |
|                  |                  |                  |                  |                  |
|                  |                  |                  |                  |                  |

| 25 juillet 2009 | Suisse | 55-33 (18-11;16-12;21-10) | Canada | NKNU Gymnasium, Kaohsiung |

| Feuille de match | Feuille de match | Feuille de match | Feuille de match | Feuille de match |
| ---------------- | ---------------- | ---------------- | ---------------- | ---------------- |
|                  |                  | Effectifs        |                  |                  |
|                  |                  |                  |                  |                  |
|                  |                  |                  |                  |                  |
|                  |                  |                  |                  |                  |

| 25 juillet 2009 | Macao | 28-64 (9-25;9-20;10-19) | Taïwan | NKNU Gymnasium, Kaohsiung |

| Feuille de match | Feuille de match | Feuille de match | Feuille de match | Feuille de match |
| ---------------- | ---------------- | ---------------- | ---------------- | ---------------- |
|                  |                  | Effectifs        |                  |                  |
|                  |                  |                  |                  |                  |
|                  |                  |                  |                  |                  |
|                  |                  |                  |                  |                  |

| 25 juillet 2009 | Royaume-Uni | 48-53 (16-18;20-16;12-19) | Singapour | NKNU Gymnasium, Kaohsiung |

| Feuille de match | Feuille de match | Feuille de match | Feuille de match | Feuille de match |
| ---------------- | ---------------- | ---------------- | ---------------- | ---------------- |
|                  |                  | Effectifs        |                  |                  |
|                  |                  |                  |                  |                  |
|                  |                  |                  |                  |                  |
|                  |                  |                  |                  |                  |

| 25 juillet 2009 | Macao | 28-49 (10-16;7-21;11-12) | Canada | NKNU Gymnasium, Kaohsiung |

| Feuille de match | Feuille de match | Feuille de match | Feuille de match | Feuille de match |
| ---------------- | ---------------- | ---------------- | ---------------- | ---------------- |
|                  |                  | Effectifs        |                  |                  |
|                  |                  |                  |                  |                  |
|                  |                  |                  |                  |                  |
|                  |                  |                  |                  |                  |

| 25 juillet 2009 | Taïwan | 78-53 (27-13;31-14;20-26) | Royaume-Uni | NKNU Gymnasium, Kaohsiung |

| Feuille de match | Feuille de match | Feuille de match | Feuille de match | Feuille de match |
| ---------------- | ---------------- | ---------------- | ---------------- | ---------------- |
|                  |                  | Effectifs        |                  |                  |
|                  |                  |                  |                  |                  |
|                  |                  |                  |                  |                  |
|                  |                  |                  |                  |                  |

| 25 juillet 2009 | Suisse | 63-52 (21-21;19-13;23-18) | Singapour | NKNU Gymnasium, Kaohsiung |

| Feuille de match | Feuille de match | Feuille de match | Feuille de match | Feuille de match |
| ---------------- | ---------------- | ---------------- | ---------------- | ---------------- |
|                  |                  | Effectifs        |                  |                  |
|                  |                  |                  |                  |                  |
|                  |                  |                  |                  |                  |
|                  |                  |                  |                  |                  |

### Classement du1ertour
| Rang | Équipe      | Pts | J | G | N | P | Bp  | Bc  | Diff |
| ---- | ----------- | --- | - | - | - | - | --- | --- | ---- |
| 1    | Taïwan      | 10  | 5 | 5 | 0 | 0 | 351 | 196 | +155 |
| 2    | Suisse      | 8   | 5 | 4 | 0 | 1 | 284 | 235 | +49  |
| 3    | Singapour   | 6   | 5 | 3 | 0 | 2 | 261 | 256 | +5   |
| 4    | Royaume-Uni | 4   | 5 | 2 | 0 | 3 | 271 | 242 | +29  |
| 5    | Canada      | 2   | 5 | 1 | 0 | 4 | 198 | 243 | -45  |
| 6    | Macao       | 0   | 5 | 0 | 0 | 5 | 121 | 314 | -193 |

### Finales

#### Finale pour les5eet6eplaces
| 26 juillet 2009 | Canada | 53-26 (19-10;16-9;18-7) | Macao | NKNU Gymnasium, Kaohsiung |

| Feuille de match | Feuille de match | Feuille de match | Feuille de match | Feuille de match |
| ---------------- | ---------------- | ---------------- | ---------------- | ---------------- |
|                  |                  | Effectifs        |                  |                  |
|                  |                  |                  |                  |                  |
|                  |                  |                  |                  |                  |
|                  |                  |                  |                  |                  |

#### Finale pour les3eet4eplaces
| 26 juillet 2009 | Singapour | 46-42 (18-15;18-13;10-14) | Royaume-Uni | NKNU Gymnasium, Kaohsiung |

| Feuille de match | Feuille de match | Feuille de match | Feuille de match | Feuille de match |
| ---------------- | ---------------- | ---------------- | ---------------- | ---------------- |
|                  |                  | Effectifs        |                  |                  |
|                  |                  |                  |                  |                  |
|                  |                  |                  |                  |                  |
|                  |                  |                  |                  |                  |

#### Finale
| 26 juillet 2009 | Taïwan | 67-39 (22-13;20-14;25-12) | Suisse | NKNU Gymnasium, Kaohsiung 1 700 spectateurs |

| Feuille de match | Feuille de match | Feuille de match | Feuille de match | Feuille de match |
| ---------------- | ---------------- | ---------------- | ---------------- | ---------------- |
|                  |                  | Effectifs        |                  |                  |
|                  |                  |                  |                  |                  |
|                  |                  |                  |                  |                  |
|                  |                  |                  |                  |                  |

### Classement final
| Médaille d'or      | Taïwan      |
| Médaille d'argent  | Suisse      |
| Médaille de bronze | Singapour   |
| 4e                 | Royaume-Uni |
| 5e                 | Canada      |
| 6e                 | Macao       |

## Tournoi féminin

### Tour préliminaire
Il s'agit d'une poule à cinq équipes, dans laquelle chaque équipe rencontre une fois toutes les autres.
| 24 juillet 2009 | Canada | 41-33 (15-9;13-12;13-12) | Singapour | NKNU Gymnasium, Kaohsiung |

| Feuille de match | Feuille de match | Feuille de match | Feuille de match | Feuille de match |
| ---------------- | ---------------- | ---------------- | ---------------- | ---------------- |
|                  |                  |                  |                  |                  |
|                  |                  |                  |                  |                  |
|                  |                  |                  |                  |                  |
|                  |                  |                  |                  |                  |

| 24 juillet 2009 | Royaume-Uni | 39-65 (9-21;12-22;18-22) | Taïwan | NKNU Gymnasium, Kaohsiung |

| Feuille de match | Feuille de match | Feuille de match | Feuille de match | Feuille de match |
| ---------------- | ---------------- | ---------------- | ---------------- | ---------------- |
|                  |                  |                  |                  |                  |
|                  |                  |                  |                  |                  |
|                  |                  |                  |                  |                  |
|                  |                  |                  |                  |                  |

| 24 juillet 2009 | Suisse | 63-31 (24-9;16-10;23-12) | Singapour | NKNU Gymnasium, Kaohsiung |

| Feuille de match | Feuille de match | Feuille de match | Feuille de match | Feuille de match |
| ---------------- | ---------------- | ---------------- | ---------------- | ---------------- |
|                  |                  |                  |                  |                  |
|                  |                  |                  |                  |                  |
|                  |                  |                  |                  |                  |
|                  |                  |                  |                  |                  |

| 24 juillet 2009 | Canada | 30-35 (8-11;8-15;14-9) | Royaume-Uni | NKNU Gymnasium, Kaohsiung |

| Feuille de match | Feuille de match | Feuille de match | Feuille de match | Feuille de match |
| ---------------- | ---------------- | ---------------- | ---------------- | ---------------- |
|                  |                  |                  |                  |                  |
|                  |                  |                  |                  |                  |
|                  |                  |                  |                  |                  |
|                  |                  |                  |                  |                  |

| 24 juillet 2009 | Taïwan | 48-38 (15-14;16-14;17-10) | Suisse | NKNU Gymnasium, Kaohsiung |

| Feuille de match | Feuille de match | Feuille de match | Feuille de match | Feuille de match |
| ---------------- | ---------------- | ---------------- | ---------------- | ---------------- |
|                  |                  |                  |                  |                  |
|                  |                  |                  |                  |                  |
|                  |                  |                  |                  |                  |
|                  |                  |                  |                  |                  |

| 25 juillet 2009 | Royaume-Uni | 38-47 (13-18;11-16;14-13) | Suisse | NKNU Gymnasium, Kaohsiung |

| Feuille de match | Feuille de match | Feuille de match | Feuille de match | Feuille de match |
| ---------------- | ---------------- | ---------------- | ---------------- | ---------------- |
|                  |                  |                  |                  |                  |
|                  |                  |                  |                  |                  |
|                  |                  |                  |                  |                  |
|                  |                  |                  |                  |                  |

| 25 juillet 2009 | Taïwan | 75-22 (26-6;23-11;26-5) | Singapour | NKNU Gymnasium, Kaohsiung |

| Feuille de match | Feuille de match | Feuille de match | Feuille de match | Feuille de match |
| ---------------- | ---------------- | ---------------- | ---------------- | ---------------- |
|                  |                  |                  |                  |                  |
|                  |                  |                  |                  |                  |
|                  |                  |                  |                  |                  |
|                  |                  |                  |                  |                  |

| 25 juillet 2009 | Suisse | 44-31 (15-9;17-10;12-12) | Canada | NKNU Gymnasium, Kaohsiung |

| Feuille de match | Feuille de match | Feuille de match | Feuille de match | Feuille de match |
| ---------------- | ---------------- | ---------------- | ---------------- | ---------------- |
|                  |                  |                  |                  |                  |
|                  |                  |                  |                  |                  |
|                  |                  |                  |                  |                  |
|                  |                  |                  |                  |                  |

| 25 juillet 2009 | Royaume-Uni | 47-40 (15-17;17-14;15-9) | Singapour | NKNU Gymnasium, Kaohsiung |

| Feuille de match | Feuille de match | Feuille de match | Feuille de match | Feuille de match |
| ---------------- | ---------------- | ---------------- | ---------------- | ---------------- |
|                  |                  |                  |                  |                  |
|                  |                  |                  |                  |                  |
|                  |                  |                  |                  |                  |
|                  |                  |                  |                  |                  |

| 25 juillet 2009 | Canada | 22-57 (6-17;10-18;6-22) | Taïwan | NKNU Gymnasium, Kaohsiung |

| Feuille de match | Feuille de match | Feuille de match | Feuille de match | Feuille de match |
| ---------------- | ---------------- | ---------------- | ---------------- | ---------------- |
|                  |                  |                  |                  |                  |
|                  |                  |                  |                  |                  |
|                  |                  |                  |                  |                  |
|                  |                  |                  |                  |                  |

### Classement du1ertour
| Rang | Équipe      | Pts | J | G | N | P | Bp  | Bc  | Diff |
| ---- | ----------- | --- | - | - | - | - | --- | --- | ---- |
| 1    | Taïwan      | 8   | 4 | 4 | 0 | 0 | 245 | 121 | +124 |
| 2    | Suisse      | 6   | 4 | 3 | 0 | 1 | 192 | 148 | +44  |
| 3    | Royaume-Uni | 4   | 4 | 2 | 0 | 2 | 159 | 182 | -23  |
| 4    | Canada      | 2   | 4 | 1 | 0 | 3 | 124 | 169 | -45  |
| 5    | Singapour   | 0   | 4 | 0 | 0 | 4 | 126 | 226 | -100 |

### Finales

#### Finale pour les3eet4eplaces
| 26 juillet 2009 | Royaume-Uni | 33-45 (8-17;11-13;14-15) | Canada | NKNU Gymnasium, Kaohsiung |

| Feuille de match | Feuille de match | Feuille de match | Feuille de match | Feuille de match |
| ---------------- | ---------------- | ---------------- | ---------------- | ---------------- |
|                  |                  |                  |                  |                  |
|                  |                  |                  |                  |                  |
|                  |                  |                  |                  |                  |
|                  |                  |                  |                  |                  |

#### Finale
| 26 juillet 2009 | Taïwan | 50-37 (16-13;20-10;14-14) | Suisse | NKNU Gymnasium, Kaohsiung |

| Feuille de match | Feuille de match | Feuille de match | Feuille de match | Feuille de match |
| ---------------- | ---------------- | ---------------- | ---------------- | ---------------- |
|                  |                  |                  |                  |                  |
|                  |                  |                  |                  |                  |
|                  |                  |                  |                  |                  |
|                  |                  |                  |                  |                  |

### Classement final
| Médaille d'or      | Taïwan      |
| Médaille d'argent  | Suisse      |
| Médaille de bronze | Canada      |
| 4e                 | Royaume-Uni |
| 5e                 | Singapour   |

## Médailles
| Rang  | Nation    | Or | Argent | Bronze | Total |
| ----- | --------- | -- | ------ | ------ | ----- |
| 1     | Taïwan    | 2  | 0      | 0      | 2     |
| 2     | Suisse    | 0  | 2      | 0      | 2     |
| 3     | Canada    | 0  | 0      | 1      | 1     |
| 4     | Singapour | 0  | 0      | 1      | 1     |
| TOTAL | TOTAL     | 2  | 2      | 2      | 6     |

### Sources
- Informations officielles de la fédération internationale de tchoukball
- Sites des Jeux mondiaux de 2009
- Sur la base de données de la FITB